# Brigadir (Österreichisches Bundesheer)
Brigadir (izvirno nemško Brigadier; okrajšava Bgdr) je najnižji (enozvezdni) generalski vojaški čin v Avstrijskih oboroženih silah; spada v Natov razred OF-06. Nadrejen je činu polkovnika in podrejen činu generalmajorja.
Polkovnik, ki poveljuje brigadi, je po treh letih povišan v čin brigadirja. 
Od 60. let 20. stoletja, ko je bil čin ustanovljen, je oznaka čina ena šesterokraka zvezda. Narokavna oznaka čina (za slovestno uniformo) je sestavljena iz enega širokega in enega ozkega traku.

## Oznake
- Službena epoletna oznaka
- Slovestna epoletna oznaka
- Narokavna oznaka